# A Night at the Opera Tour
Die A Night at the Opera Tour war eine Konzerttournee der britischen Rockband Queen, die die Gruppe zur Unterstützung ihres 1975 veröffentlichten und namensgebenden Studioalbums A Night at the Opera absolvierte.

## Hintergrund
Die Tournee zu A Night at the Opera begann am 14. November 1975 in Liverpool und endete am 18. September 1976 in London. Im Laufe der Tournee spielten Queen insgesamt 88 Konzerte in Europa (wobei der europäische Kontinent jedoch nicht berücksichtigt wurde), Nordamerika, Asien und erstmals in ihrer Karriere auch in Australien.
Jede Show wurde mit der Ansage des Radio-DJs Kenny Everett eröffnet: „Ladies and Gentlemen ... a night at the opera!“ Darauf folgte die Operpassage und der Rockteil von Bohemian Rhapsody, während Freddie Mercury, Brian May, Roger Taylor und John Deacon die Bühne betraten. Am Ende eines Konzertes warf Freddie Mercury Rosen ins Publikum. Das Konzert in London am 24. Dezember 1975 wurde in letzter Minute organisiert, da die Konzerte vom 29. November bis zum 2. Dezember in Rekordzeit ausverkauft waren.
Die sogenannten Summer Gigs im September 1976 wurden aufgrund der großen Nachfrage beim Publikum ungefähr fünf Monate nach dem zunächst anberaumten Tourfinale in Brisbane als Zusatzkonzerte nachgeschoben. Sie fanden bereits vor der Veröffentlichung des nächsten Queen-Albums A Day At The Races statt, enthielten aber schon Songs dieses Albums. Das endgültige Finale der Tournee fand somit am 18. September 1976 im Londoner Hyde Park vor von unterschiedlichen Quellen geschätzten 150.000 bis 200.000 Zuschauern statt. Dieses Konzert durfte jedoch wegen der damals einzuhaltenden Nachtruhe nicht länger als 80 Minuten lang sein, aus diesem Grund verzichteten Queen auf den üblichen Zugabenblock.

## Liveaufnahmen
Das Weihnachtskonzert im Londoner Hammersmith Odeon am 24. Dezember 1975 wurde von der BBC aufgezeichnet und später im Rahmen der Sendung The Old Grey Whistle Test ausgestrahlt. Obwohl sich sowohl Mercury als auch May an diesem Abend nicht sehr wohl fühlten, gilt dieses Konzert als einer der besten Auftritte von Queen überhaupt. Sowohl die TV-Aufnahme als auch eine Soundboardaufnahme dieser Show kursierten unter Fans lange Zeit als Bootlegs. Im November 2015 erschien das Konzert schließlich zum 40-jährigen Jubiläum unter dem Titel A Night at the Odeon – Hammersmith 1975 als Livealbum auf CD und Vinyl-LP sowie als Livevideo auf DVD und Blu-ray.
Auch das Abschlusskonzert im Londoner Hyde Park am 18. September 1976 wurde gefilmt, jedoch zeigten sich die Queen-Mitglieder mit der Qualität der Aufnahmen unzufrieden, weshalb eine offizielle Veröffentlichung ausgeschlossen erscheint. Ausschnitte aus diesem Konzert waren jedoch in unterschiedlichen Band-Dokumentationen (u. a. 2011 in Days of Our Lives) zu sehen.

## Setlist

### Übliche Setlist
- Intro
- Now I’m Here
- Ogre Battle
- Sweet Lady
- White Queen (As It Began)
- Flick of the Wrist
- Bohemian Rhapsody (Part 1)
- Killer Queen
- The March of the Black Queen
- Bohemian Rhapsody (Part 2)
- Bring Back that Leroy Brown
- Brighton Rock
- Guitar Solo
- Son and Daughter
- The Prophet’s Song
- Stone Cold Crazy
- Doin’ All Right
- Keep Yourself Alive
- Seven Seas of Rhye
- Liar
- In the Lap of the Gods... Revisited
- Big Spender
- Jailhouse Rock
- Outro (God Save the Queen)

### Setlist Summer Gigs (September 1976)
- Intro
- Ogre Battle
- Sweet Lady
- White Queen (As It Began)
- Flick of the Wrist
- You’re My Best Friend
- Bohemian Rhapsody (Part 1)
- Killer Queen
- The March of the Black Queen
- Bohemian Rhapsody (Part 2)
- Bring Back that Leroy Brown
- Brighton Rock
- Guitar Solo
- Son and Daughter
- ’39
- You Take My Breath Away
- The Prophet’s Song
- Stone Cold Crazy
- Doin’ All Right
- Lazing on a Sunday Afternoon
- Tie Your Mother Down
- Keep Yourself Alive
- Liar
- In the Lap of the Gods... Revisited
- Now I’m Here
- Big Spender
- Jailhouse Rock
- Outro (God Save the Queen)

## Tourdaten
| Nr.                            | Datum              | Stadt               | Land               | Veranstaltungsort                      | Anmerkungen    |
| Leg 1 – Europa                 | Leg 1 – Europa     | Leg 1 – Europa      | Leg 1 – Europa     | Leg 1 – Europa                         | Leg 1 – Europa |
| ------------------------------ | ------------------ | ------------------- | ------------------ | -------------------------------------- | -------------- |
| 1                              | 14. November 1975  | Liverpool           | England            | Empire Theatre                         |                |
| 2                              | 15. November 1975  | Liverpool           | England            | Empire Theatre                         |                |
| 3                              | 16. November 1975  | Coventry            | England            | Coventry Theatre                       |                |
| 4                              | 17. November 1975  | Bristol             | England            | Colston Hall                           |                |
| 5                              | 18. November 1975  | Bristol             | England            | Colston Hall                           |                |
| 6                              | 19. November 1975  | Cardiff             | Wales              | Capitol Theatre                        |                |
| 7                              | 21. November 1975  | Taunton             | England            | Odeon Theatre                          |                |
| 8                              | 23. November 1975  | Bournemouth         | England            | Winter Gardens                         |                |
| 9                              | 24. November 1975  | Southampton         | England            | Gaumont Theatre                        |                |
| 10                             | 26. November 1975  | Manchester          | England            | Free Trade Hall                        | 2 shows        |
| 11                             | 26. November 1975  | Manchester          | England            | Free Trade Hall                        | 2 shows        |
| 12                             | 29. November 1975  | London              | England            | Hammersmith Odeon                      |                |
| 13                             | 30. November 1975  | London              | England            | Hammersmith Odeon                      |                |
| 14                             | 1. Dezember 1975   | London              | England            | Hammersmith Odeon                      |                |
| 15                             | 2. Dezember 1975   | London              | England            | Hammersmith Odeon                      |                |
| 16                             | 3. Dezember 1975   | London              | England            | Hammersmith Odeon                      |                |
| 17                             | 7. Dezember 1975   | Wolverhampton       | England            | Civic Hall                             |                |
| 18                             | 8. Dezember 1975   | Preston             | England            | Guild Hall                             |                |
| 19                             | 9. Dezember 1975   | Birmingham          | England            | Odeon Theatre                          |                |
| 20                             | 10. Dezember 1975  | Birmingham          | England            | Odeon Theatre                          |                |
| 21                             | 11. Dezember 1975  | Newcastle upon Tyne | England            | City Hall                              |                |
| 22                             | 13. Dezember 1975  | Dundee              | Schottland         | Caird Hall                             |                |
| 23                             | 14. Dezember 1975  | Aberdeen            | Schottland         | Capitol Theatre                        |                |
| 24                             | 15. Dezember 1975  | Glasgow             | Schottland         | Apollo Theatre                         |                |
| 25                             | 16. Dezember 1975  | Glasgow             | Schottland         | Apollo Theatre                         |                |
| 26                             | 24. Dezember 1975  | London              | England            | Hammersmith Odeon                      |                |
| Leg 2 – Nordamerika            |                    |                     |                    |                                        |                |
| 27                             | 27. Januar 1976    | Waterbury           | Vereinigte Staaten | Palace Theater                         |                |
| 28                             | 29. Januar 1976    | Boston              | Vereinigte Staaten | Music Hall                             |                |
| 29                             | 30. Januar 1976    | Boston              | Vereinigte Staaten | Music Hall                             |                |
| 30                             | 31. Januar 1976    | Upper Darby         | Vereinigte Staaten | Tower Theatre                          |                |
| 31                             | 1. Februar 1976    | Upper Darby         | Vereinigte Staaten | Tower Theatre                          |                |
| 32                             | 2. Februar 1976    | Upper Darby         | Vereinigte Staaten | Tower Theatre                          |                |
| 33                             | 5. Februar 1976    | New York City       | Vereinigte Staaten | Beacon Theatre                         |                |
| 34                             | 6. Februar 1976    | New York City       | Vereinigte Staaten | Beacon Theatre                         |                |
| 35                             | 7. Februar 1976    | New York City       | Vereinigte Staaten | Beacon Theatre                         |                |
| 36                             | 8. Februar 1976    | New York City       | Vereinigte Staaten | Beacon Theatre                         |                |
| 37                             | 11. Februar 1976   | Detroit             | Vereinigte Staaten | Masonic Temple Theater                 |                |
| 38                             | 12. Februar 1976   | Detroit             | Vereinigte Staaten | Masonic Temple Theater                 |                |
| 39                             | 13. Februar 1976   | Cincinnati          | Vereinigte Staaten | Riverfront Coliseum                    |                |
| 40                             | 14. Februar 1976   | Cleveland           | Vereinigte Staaten | Music Hall                             |                |
| 41                             | 15. Februar 1976   | Toledo              | Vereinigte Staaten | Sports Arena                           |                |
| 42                             | 18. Februar 1976   | Saginaw             | Vereinigte Staaten | Civic Center                           |                |
| 43                             | 19. Februar 1976   | Columbus            | Vereinigte Staaten | Veterans Memorial Auditorium           |                |
| 44                             | 20. Februar 1976   | Pittsburgh          | Vereinigte Staaten | Stanley Theatre                        |                |
| 45                             | 22. Februar 1976   | Chicago             | Vereinigte Staaten | Auditorium Theatre                     |                |
| 46                             | 23. Februar 1976   | Chicago             | Vereinigte Staaten | Auditorium Theatre                     |                |
| 47                             | 24. Februar 1976   | Chicago             | Vereinigte Staaten | Auditorium Theatre                     |                |
| 48                             | 26. Februar 1976   | St. Louis           | Vereinigte Staaten | Kiel Auditorium                        |                |
| 49                             | 27. Februar 1976   | Indianapolis        | Vereinigte Staaten | Indiana Convention Center              |                |
| 50                             | 28. Februar 1976   | Madison             | Vereinigte Staaten | Dane County Veterans Memorial Coliseum |                |
| 51                             | 29. Februar 1976   | Fort Wayne          | Vereinigte Staaten | Allen County War Memorial Coliseum     |                |
| 52                             | 2. März 1976       | Milwaukee           | Vereinigte Staaten | Auditorium                             |                |
| 53                             | 3. März 1976       | St. Paul            | Vereinigte Staaten | Auditorium                             |                |
| 54                             | 7. März 1976       | Berkeley            | Vereinigte Staaten | Community Theatre                      |                |
| 55                             | 9. März 1976       | Santa Monica        | Vereinigte Staaten | Civic Auditorium                       | 2 shows        |
| 56                             | 9. März 1976       | Santa Monica        | Vereinigte Staaten | Civic Auditorium                       | 2 shows        |
| 57                             | 10. März 1976      | Santa Monica        | Vereinigte Staaten | Civic Auditorium                       |                |
| 58                             | 11. März 1976      | Santa Monica        | Vereinigte Staaten | Civic Auditorium                       |                |
| 59                             | 12. März 1976      | San Diego           | Vereinigte Staaten | Sports Arena                           |                |
| Leg 3 – Australasien           |                    |                     |                    |                                        |                |
| 60                             | 22. März 1976      | Tokio               | Japan 1870         | Nippon Budokan                         |                |
| 61                             | 23. März 1976      | Nagoya              | Japan 1870         | Aichi Prefectural Gymnasium            |                |
| 62                             | 24. März 1976      | Himeji              | Japan 1870         | Himeji-shi Kousei Kaikan               |                |
| 63                             | 26. März 1976      | Fukuoka             | Japan 1870         | Fukuoka Kyuden Kinen Gymnasium         | 2 shows        |
| 64                             | 26. März 1976      | Fukuoka             | Japan 1870         | Fukuoka Kyuden Kinen Gymnasium         | 2 shows        |
| 65                             | 29. März 1976      | Osaka               | Japan 1870         | Osaka Kōsei Nenkin Kaikan              | 2 shows        |
| 66                             | 29. März 1976      | Osaka               | Japan 1870         | Osaka Kōsei Nenkin Kaikan              | 2 shows        |
| 67                             | 31. März 1976      | Tokio               | Japan 1870         | Nippon Budokan                         |                |
| 68                             | 1. April 1976      | Tokio               | Japan 1870         | Nippon Budokan                         |                |
| 69                             | 2. April 1976      | Sendai              | Japan 1870         | Miyagi-ken Sports Center               |                |
| 70                             | 4. April 1976      | Tokio               | Japan 1870         | Nichidai Koudou                        |                |
| 71                             | 11. April 1976     | Perth               | Australien         | Entertainment Centre                   |                |
| 72                             | 14. April 1976     | Adelaide            | Australien         | Apollo Stadium                         |                |
| 73                             | 15. April 1976     | Adelaide            | Australien         | Apollo Stadium                         |                |
| 74                             | 17. April 1976     | Sydney              | Australien         | Hordern Pavilion                       |                |
| 75                             | 18. April 1976     | Sydney              | Australien         | Hordern Pavilion                       |                |
| 76                             | 19. April 1976     | Melbourne           | Australien         | Festival Hall                          |                |
| 77                             | 20. April 1976     | Melbourne           | Australien         | Festival Hall                          |                |
| 78                             | 23. April 1976     | Brisbane            | Australien         | Festival Hall                          |                |
| Leg 4 – Europa („Summer Gigs“) |                    |                     |                    |                                        |                |
| 79                             | 1. September 1976  | Edinburgh           | Schottland         | Playhouse Theatre                      |                |
| 80                             | 2. September 1976  | Edinburgh           | Schottland         | Playhouse Theatre                      |                |
| 81                             | 10. September 1976 | Cardiff             | Wales              | Cardiff Castle Grounds                 |                |
| 82                             | 18. September 1976 | London              | England            | Hyde Park                              |                |

## Band
- Freddie Mercury: Gesang, Klavier, Tamburin bei Liar
- Brian May: Gitarre, Hintergrundgesang, Ukulele bei Bring Back that Leroy Brown
- Roger Taylor: Schlagzeug, Percussion, Hintergrundgesang, zusätzlicher Gesang bei The March of the Black Queen
- John Deacon: Bass, Hintergrundgesang, Triangel bei Killer Queen